# Álvaro Pascual-Leone
Álvaro Pascual-Leone (València, 7 d'agost de 1961) és un catedràtic valencià de neurologia a la Harvard Medical School i director del Guttmann Brain Health Institute. Anteriorment havia estat director del Center for Noninvasive Brain Stimulation i director del Beth Israel Deaconess Medical Center a Boston.
Pascual-Leone va obtenir un màster i un doctorat en Neurofisiologia a la facultat de Medicina de la Universitat de Friburg de Brisgòvia. També ha estat professor a la Universitat de Minnesota i als National Institutes of Health dels Estats Units. Les seves investigacions se centren en les malalties neurològiques i els efectes en l'activitat cerebral. A més s'ha dedicat a la divulgació científica.
Actualment viu a Wayland amb la seva esposa Elizabeth i els seus tres fills. És descendent del jurista republicà Álvaro Pascual-Leone Forner.

## Obra publicada
- El cerebro que cura (2019)[7][8]